# Castiglione Falletto
Castiglione Falletto – miejscowość i gmina we Włoszech, w regionie Piemont, w prowincji Cuneo.
Według danych na rok 2004 gminę zamieszkiwały 632 osoby, 158 os./km².